# Cecilia Cole
Cecilia M. R. Cole (geb. als Cecilia Rendall 1921; gest. 2. Juli 2006 in Bakau) war eine gambische Lehrerin und Politikerin.

## Leben
Cole erwarb das Junior Cambridge Certificate und als eine der ersten gambischen Frauen das Senior Cambridge Certificate. Nach dem Studium im Ausland arbeitete sie ab 1942 als Lehrerin, unter anderem an der Methodist Girls’ High School (ab 1959 Gambia High School) als Senior Mistress und Englischlehrerin. Darüber hinaus engagierte sie sich in der Kirche und Zivilgesellschaft, beispielsweise in der Gambia Women’s Finance Association (GAWFA).
Sie wurde im Januar 1997 von Präsident Yahya Jammeh ins gambische Parlament nominiert und war bis 2002 die einzige weibliche Abgeordnete in dieser Legislaturperiode. Sie war außerdem in diesem Zeitraum stellvertretende Parlamentssprecherin.
Am 2. Juli 2006 starb sie nach kurzer Krankheit im Alter von 86 Jahren in einer Klinik in Bakau. Im selben Jahr wurde ihr posthum der Order of the Republic of The Gambia in der Stufe Commander verliehen.

## Familie
Sie heiratete 1952. Ihre Tochter Priscilla Modupeh (Mummy) Gladys war ebenfalls Lehrerin und heiratete 1980 den späteren anglikanischen Bischof Solomon Tilewa Johnson und hatte mit ihm drei Kinder.